# Monosoleniaceae
Monosoleniaceae je porodica jetrenjarnica u redu  Marchantiales.

## Rodovi
Postoje dva roda s ukupno dvije priznate vrste:
1. Dumortieropsis Horik.
2. Monosolenium Griff.